# Клеопа Девід Мсуя
Клеопа Девід Мсуя (суах. Cleopa David Msuya; 4 січня 1931, Кіліманджаро — 7 травня 2025, Дар-ес-Салам) — танзанійський політик і громадський діяч, третій прем'єр-міністр Танзанії (1980—1983 і потім знову у 1994—1995 роках)

## Біографія
Народився 4 січня 1931 року, в районі Чомву, Усангі, регіон Кіліманджаро. З 1952 по 1955 рік, навчався в Університеті Макерере і працював над соціальним і громадським розвитком у сільській місцевості з 1956 по 1964 рік. З 1964 по 1965 рік, обіймав посаду постійного секретаря у Міністерстві розвитку громад і культури. З 1970 по 1972 рік — в Міністерстві фінансів.
7 листопада 1980 року, призначений прем'єр-міністром Танзанії і обіймав цю посаду до лютого 1983 року.
Знову був міністром фінансів з лютого 1983 по листопад 1985 року. 6 листопада 1985 року призначений міністром фінансів, економіки та планування, і обіймав свою посаду до березня 1989 року. З березня 1989 по грудень 1990 року втретє став міністром фінансів, з березня 1990 по грудень 1994 року — міністром промисловості і торгівлі.
У грудні 1994 року, другий раз став прем'єр-міністром і віцепрезидентом, й обіймав посаду до парламентських виборів 1995 року, коли його обрали задньолавочником. Пішов у відставку 29 жовтня 2000 року.
Після виходу з політики працював у Чама Ча Мапіндузі, з 2006 по 2019 рік був головою форуму з розвитку Кіліманджаро.
23 жовтня 2019 року призначений канцлером Інституту Ардхі (англ. Ardhi Institute).
Помер 7 травня 2025 року від серцевих ускладнень у 94 роки у лікарні Дар-ес-Салама.